# المحاريض (السياني)

تعديل مصدري - تعديل

المحاريض محلة تابعة لقرية منزل عيقري، التابعة لعزلة الهادس بمديرية السياني إحدى مديريات محافظة إب في الجمهورية اليمنية.، بلغ تعداد سكانها 46 حسب تعداد اليمن لعام 2004.